# Othellos Atienu
Othellos Atienu (gr. Αθλητικός Σύλλογος Οθέλλος Αθηαίνου) – cypryjski klub piłkarski z siedzibą w mieście Atienu w dystrykcie Larnaka.

## Historia
Chronologia nazw:
- 1933—...: Othellos Atienu

Klub został założony w 1933 roku jako Othellos Atienu. Do 1968 zespół występował w rozgrywkach regionalnych strefy Nikozja, a potem przystąpił do Cypryjskiego Związku Piłki Nożnej i od sezonie 1968/69 zaczął grać w drugiej lidze. W 1988 zajął ostatnie 15 miejsce i spadł do III ligi. W 1991 zdobył mistrzostwo III ligi i na sezon powrócił do II ligi, ale nie utrzymał się w niej. W 1994 ponownie zdobył mistrzostwo III ligi i tym razem na dwa sezony powrócił do II ligi. Od 1996 do 2003 roku zespół uczestniczył w III lidze, zwykle kończąc rozgrywki w połowie tabeli. Po siedmiu latach w sezonie 2002/03 zespół zajął 12 lokatę i spadł do IV ligi. W następnym sezonie został mistrzem IV ligi i powrócił na rok do III ligi. Jednak ponownie 12 lokata i spadek do IV ligi. Po trzech latach w sezonie 2007/08 uplasował na drugim miejscu i awansował do III ligi, a w kolejnym sezonie 2008/09 zakończył rozgrywki na trzeciej lokacie i awansował do II ligi. W sezonie 2013/14 zajął drugie miejsce i zdobył historyczny awans do pierwszej ligi.

## Sukcesy

### Trofea międzynarodowe
Nie uczestniczył w rozgrywkach europejskich (stan na 31-05-2014).

### Trofea krajowe
| \| \| Zdobyte trofea w rozgrywkach Cypru (stan na: 31-05-2014) \| |                                                          |      |                  |
| Rozgrywki                                                         | Osiągnięcie                                              | Razy | Sezon(y)         |
| Mistrzostwo                                                       | I miejsce                                                | 0    |                  |
| Mistrzostwo                                                       | II miejsce                                               | 0    |                  |
| Mistrzostwo                                                       | III miejsce                                              | 0    |                  |
| Mistrzostwo                                                       | ? miejsce                                                | 1    | 2015             |
| Puchar                                                            | zdobywca                                                 | 0    |                  |
| Puchar                                                            | finalista                                                | 0    |                  |
| Puchar                                                            | 1/8 finału                                               | 3    | 1994, 2001, 2009 |
| II liga                                                           | I miejsce                                                | 0    |                  |
| II liga                                                           | II miejsce                                               | 1    | 2014             |
| II liga                                                           | III miejsce                                              | 0    |                  |
| Cypr                                                              | Zdobyte trofea w rozgrywkach Cypru (stan na: 31-05-2014) |      |                  |

- III liga:
  - mistrz (2): 1991, 1994
  - 3 miejsce (1): 2009

## Stadion
Klub rozgrywa swoje mecze domowe na stadionie Othellos Atienu w Atienu, który może pomieścić 2,500 widzów.